# كادي سانيا
خديجاتو فيكتوريا سانيا (من مواليد 20 أبريل 1994) لاعبة سويدي ورياضي متخصص في الوثب الطويل. قامت بعودة غير عادية في عام 2013 بعد إصابتها في الساق التي أبقتها بعيدا عن القفز الطويل لأكثر من عامين.

## نشأتها
ولدت والدتها سوتاي في غامبيا لكنها نشأت في السويد. لخدي سانيا سبعة أشقاء.

## سجل المنافسة
| العام            | المسابقة                                             | المكان             | المركز           | حدث              | ملاحظة                                                          |
| التي تمثل السويد | التي تمثل السويد                                     | التي تمثل السويد   | التي تمثل السويد | التي تمثل السويد | التي تمثل السويد                                                |
| ---------------- | ---------------------------------------------------- | ------------------ | ---------------- | ---------------- | --------------------------------------------------------------- |
| 2010             | ألعاب القوى في الألعاب الأولمبية الصيفية للشباب 2010 | سنغافورة           | 1st              | الوثب الثلاثي    | 13.56 m ‏                                                        |
| 2011             | بطولة العالم للشباب لألعاب القوى 2011                | ليل (مدينة)        | 11th             | الوثب الطويل     | 5.75 m                                                          |
| 2011             | بطولة العالم للشباب لألعاب القوى 2011                | ليل (مدينة)        | 9th              | الوثب الثلاثي    | 12.72 m (w)                                                     |
| 2015             | بطولة أوروبا لألعاب القوى داخل الصالات 2015          | براغ               | 9th (q)          | الوثب الطويل     | 6.52 m ‏                                                         |
| 2015             | بطولة أوروبا لألعاب القوى تحت 23 سنة 2015            | تالين              | 4th              | الوثب الطويل     | 6.64 m ‏                                                         |
| 2015             | بطولة العالم لألعاب القوى 2015                       | بكين               | 7th              | الوثب الطويل     | بطولة العالم لألعاب القوى 2015 – سيدات قفز طويل ‏                |
| 2016             | بطولة العالم لألعاب القوى داخل الصالات 2016 ‏         | بورتلاند (أوريغون) | 14th             | الوثب الطويل     | 6.08 m ‏                                                         |
| 2016             | بطولة أوروبا لألعاب القوى 2016 ‏                      | أمستردام           | 6th              | الوثب الطويل     | 6.59 m ‏                                                         |
| 2016             | ألعاب القوى في الألعاب الأولمبية الصيفية 2016        | ريو دي جانيرو      | 27th (q)         | الوثب الطويل     | ألعاب القوى في الألعاب الأولمبية الصيفية 2016 – سيدات قفز طويل ‏ |
| 2017             | بطولة العالم لألعاب القوى 2017                       | لندن               | 16th (q)         | الوثب الطويل     | بطولة العالم لألعاب القوى 2017 – سيدات القفز الطويل ‏            |
| 2018             | بطولة العالم لألعاب القوى داخل الصالات 2018 ‏         | برمنغهام (إنجلترا) | 6th              | الوثب الطويل     | 6.64 m ‏                                                         |
| 2018             | بطولة أوروبا لألعاب القوى 2018 ‏                      | برلين              | 7th              | الوثب الطويل     | 6.47 m ‏                                                         |

## روابط خارجية
- كادي سانيا على موقع الاتحاد الدولي لألعاب القوى (الإنجليزية)
- كادي سانيا على موقع الدوري الماسي (الإنجليزية)
- كادي سانيا على موقع اللجنة الأولمبية الدولية (الإنجليزية)
- كادي سانيا على موقع أوليمبيديا (الإنجليزية)
- كادي سانيا على موقع اللجنة الأولمبية السويدية (السويدية)

- Khadijatou Sagnia  على موقع اللجنة الأولمبية الدولية
- كادي سانيا  على موقع SportsReference  - سبورتس رفرنس